# Obligació perpètua
Una obligació perpètua (en anglès: Perpetual bond, Perpetual o Perp) és una obligació que no té venciment. Les obligacions perpètues paguen cupons perpètuament i l'emissor no està obligat a redimir-la. Per tant, la suma dels cupons de tot un any constitueix un flux de caixa que es mantindrà com a perpetuïtat. Exemples d'obligacions perpètues són els censals emesos des de l'edat mitjana a la Corona d'Aragó i els consols emesos des de l'edat moderna al Regne Unit.

## Valoració d'una obligació perpètua
Una obligació perpètua es valora pel concepte de Valor actual. La fórmula és la següent:
{\displaystyle {\mbox{Valor Actual (Perpetuitat)}}={\frac {\mbox{Flux de caixa anual}}{\mbox{taxa de descompte anual}}}={\frac {\mbox{Renda fixa anual}}{\mbox{rendiment anual}}}={\frac {\mbox{10.000 euros}}{\mbox{0,10}}}{\mbox{=100.000 euros}}}

Si allò que es pretén és valorar una obligació perpètua per negociar-la en un mercat secundari, el tipus de descompte anual no serà el rendiment anual de l'obligació, sinó el cost d'oportunitat del capital en una inversió equivalent.